# Lambula erema
Lambula erema là một loài bướm đêm thuộc phân họ Arctiinae, họ Erebidae.